# Majokko Tickle
Majokko Tickle (яп. 魔女っ子チックル Мадзёкко Тиккуру) — аниме и манга, созданные на основе истории, придуманной Го Нагаи в конце 70-х годов. В отличие от предыдущих работ автора, данные аниме и манга более подходят для детской аудитории нежели для взрослой.

## Сюжет
Тико — застенчивая японская школьница. В свой одиннадцатый день рождения она получает в подарок от отца книгу. Открыв её, Тико выпускает озорную фею Тикл, которая была запечатана внутри книги, чтобы подшучивать над людьми. Сначала Тико не верит, что Тикл является феей, и требует, чтобы та доказала обратное. Так Тикл создаёт шарф по просьбе Тико как подарок Мико. Когда Тико понимает, что фея говорит правду, она объявляет, что была бы счастлива дружить с Тикл.
Тикл использует своё волшебство для решения повседневных задач и, конечно, чтоб продолжать разыгрывать людей, что особенно раздражает младшую сестру Тико — Хину.
Как и другие девочки-волшебницы, Тикл имеет специальную фразу, используемую для зачаровывания: «Махару Тамара Франпа». Хотя серия состоит в основном из веселых и причудливых историй, есть некоторые серьёзные моменты, хотя и незначительные.

## Список персонажей
Тикл (яп. ックル) — озорная фея, которая была освобождена Тико из книги (хотя она утверждает, что она волшебная принцесса скрывающиеся в бегах от дракона). Она решает остаться на некоторое время у Тико, и использует свою магию, чтобы манипулировать воспоминаниями каждого, заставив их поверить, что она всегда была и есть сестра-близнец Тико. Несмотря на то, что она любит трюки, она не стесняется использовать свою магию для решения проблем. Но будучи частью семьи Тикл получает новый опыт, и осознаёт, что порой даже магия не может решить семейные проблемы.
Тико (яп. ーコ) — обычная японская школьница. Именно она освободила Тикл, которая теперь живет с ней. Она очень застенчива, но с течением истории становится более уверенной в себе.
Сэйю: Юко Асагами
Хина (яп. ヒナ) — младшая сестра, которую очень раздражает Тико и особенно Тикл. Встревает часто в конфликты с сестрой и феей. А Тикл в ответ обычно что-нибудь колдует. Естественно, никто не верит ей, когда она утверждает, что видела как Тикл колдовала.
Сэйю: Тоёко Комадзава
Oтец Тико и Хины
Мать Тико и Хины — любящая и добрая женщина.
Сэйю: Харуко Китахама

## Аниме
Аниме было произведено Toei Company Ltd., главный компанией Toei, а не анимационной студией Toei Animation. Работа над аниме проводилась другими студиями, в том числе Nippon Sunrise. Сериал состоит из 45 серий и транслировался по всей Японии на канале TV Asahi с 6 марта 1978 года по 29 января 1979 года.
Некоторые серии были созданы по сценарию Масаки Цудзи — давним другом Го Нагаи.
Го Нагаи также написал слова к открывающей теме сериала.

## Манга
После начала выхода аниме было создано 3 манги, иллюстрациями к которым занимались разные художники: Юки Наруми, Пэко Нацуми и Мико Арасу.

## Создатели
- Автор оригинала: Го Нагаи
- Режиссёр сериала: Такаси Куока
- Режиссёры: Ацуси Такаги, Тору Саката, Такаси Хисаока, Юдзи Утида, Кэндзи Накано, Фумио Тасиро
- Сценарий: Мицуру Мадзима, Тацуо Тамура, Ёсими Синодзаки, Сукэхиро Томита, Хирохиса Сода, Акиёси Сакаи, Наоко Миякэ, Масаки Цудзи, Кунихико Юяма, Кодзо Такагаки, Ю Ямамото, Тоёхиро Андо, Томоко Конпару
- Раскадровка: Хидэо Ямада, Ацуси Такаги, Сюдзи Иути, Хироси Асибэ, Кацутоси Сасаки, Кунихико Юяма, Ватакэ На
- Дизайн персонажей: Хироки Такахиса, Осаму Мотохара
- Аниматоры: Такэси Тамадзава, Юдзи Утида, Кандзи Хара, Масуо Ани, Ёситэру Кобаяси, Отодзиро Като
- Син Като
- Композитор: Такэо Ватанабэ
- Слова к песням: Го Нагаи (OP), Сабуро Яцудэ (ED)
- Песни исполнет: Мицуко Хориэ (OP — Majokko Tickle, ED — Tickle and Tiko’s Cha-cha-cha)
- Производство: Neomedia/Nippon Sunrise/Kaze Pro по заказу Toei Company Ltd.

## Издание
Сериал был издан для домашнего просмотра компанией Toei Video в виде 4 комплектов по два DVD-диска в каждом только в 2005 и 2006 годах.
Аниме также транслировалось за пределами Японии: во Франции, Польше, Турции и Италии.